# هوندا سیویک (نسل سوم)

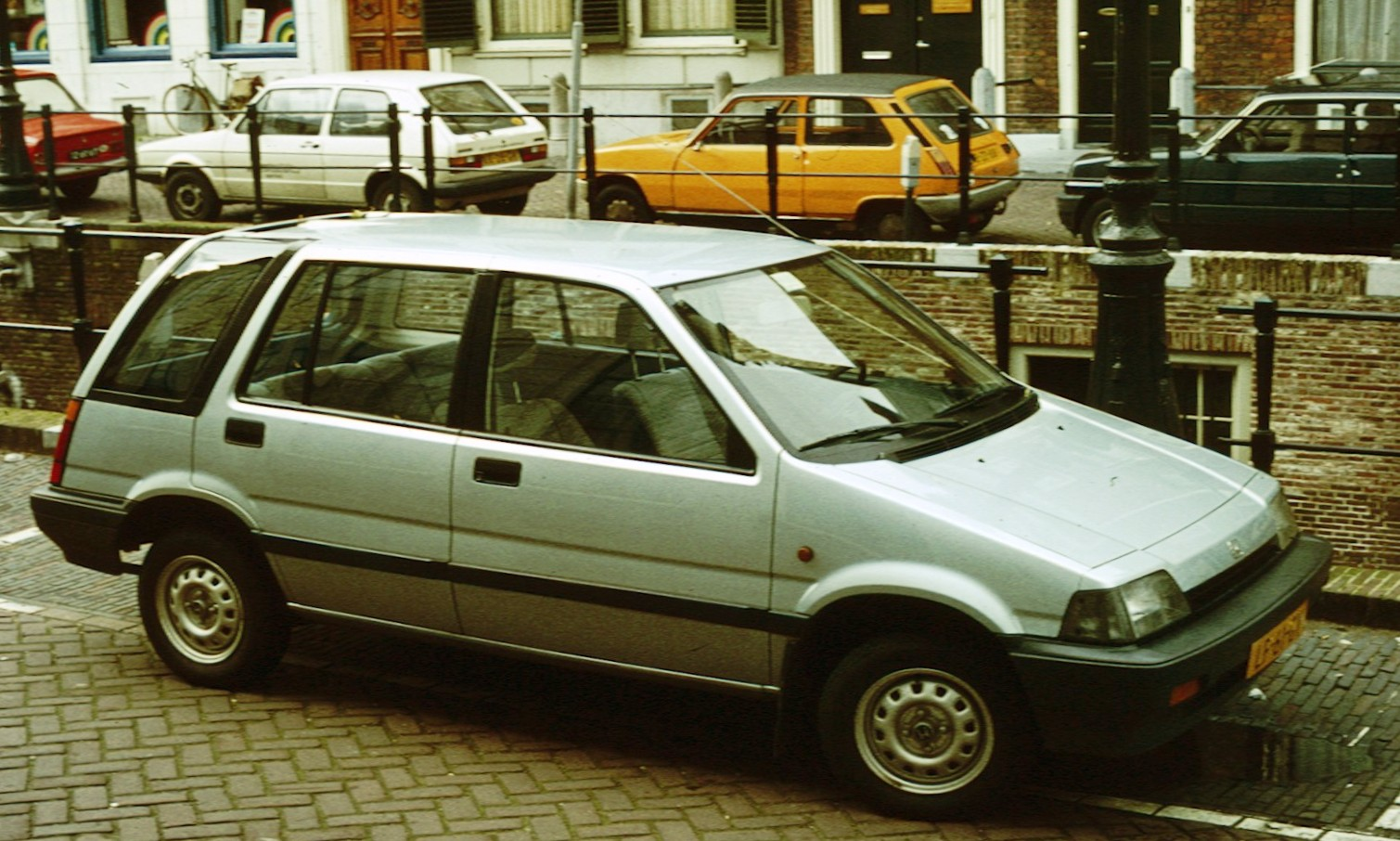

هوندا سیویک نسل سوم ( به انگلیسی :  Honda civic third generation)خودرویی است که از سال ۱۹۸۳ تا ۱۹۸۷ توسط هوندا تولید شد. این خودرو در سپتامبر ۱۹۸۳ به عنوان مدل سال ۱۹۸۴ معرفی شد. این خودرو در کلاس سدان ، استیشن و کوپه عرضه شد .این خودرو دارای  سیستم تعلیق مک فرسون با میله های پیچشی در جلو و یک تیر عقب با فنرهای مارپیچ است . با این حال، قالب های بدنه تا حد زیادی بین مدل ها متفاوت بود. هاچ بک پنج در هوندا کوئینت مبتنی بر سیویک نیز دستخوش تغییر مدل شد و به هوندا کوینت اینتگرا تبدیل شد که هم به صورت فست بک سه و هم پنج در عرضه می شود. سیویک در ژاپن در کنار خودروهای کی هوندا و همچنین سوپرمینی‌هایی مانند هوندا سیتی در انحصار هوندا پریمو بود.